# Cuadrilla de Salvatierra
Cuadrilla de Salvatierra (bask. Aguraingo kuadrilla) – comarca w Hiszpanii, w Kraju Basków, w prowincji Álava.
Stolicą comarki jest Agurain (hiszp. Salvatierra). Liczba ludności wynosi 10 381, a powierzchnia 397 km². Gęstość zaludnienia równa jest 26,15 osób/km².

## Gminy
W skład comarki Aiarako Koadrila wchodzi dziewięć gmin. Są to:
- Agurain (hiszp. Salvatierra) – liczba ludności[a]: 4096
- Arratzu-Ubarrundia (hiszp. Arrazua-Ubarrundia) – 795
- Asparrena (hiszp. Aspárrena) – 1581
- Barrundia – 755
- Burgelu (hiszp. Elburgo) – 453
- Donemiliaga (hiszp. San Millán) – 721
- Dulantzi (hiszp. Alegría de Álava) – 2125
- Iruraitz-Gauna (hiszp. Iruraiz-Gauna) – 488
- Zalduondo (hiszp. Zalduendo de Álava) – 162